# Stensvartspindel
Stensvartspindel (Zelotes petrensis) är en spindelart som först beskrevs av Carl Ludwig Koch 1839.  Stensvartspindel ingår i släktet Zelotes och familjen plattbuksspindlar. Arten är reproducerande i Sverige. Inga underarter finns listade i Catalogue of Life.